# Мост Александра
«Мост Александра» (англ. Alexander's Bridge) — первый роман американской писательницы Уиллы Кэсер. Впервые опубликован в 1912 году, переиздан с авторским предисловием в 1922 году. Также печатался в виде сериала в журнале McClure’s.

## Синопсис
Бартли Александер — инженер-строитель, всемирно известный создатель мостов. Он переживает кризис среднего возраста. Будучи женатым на Уинифред, Бартли возобновляет отношения с Хильдой Бургойн из Лондона. Эта связь терзает моральные принципы Бартли.

## Краткое содержание
Профессор Уилсон прибывает в дом Александеров в Бостоне, после того как Бартли убедил его в необходимости участия в Конгрессе психологов. Его встречает Уинифред. После возвращения Бартли мужчины беседуют; Уинифред играет им на рояле. На следующий день Уинфред рассказывает, как познакомилась с Бартли через свою тётю.
В канун Рождества, Александеры готовят рождественский ужин. Бартли говорит Уилсону, что имеет затруднения со строительством моста в Канаде. Позже он дарит жене жемчужные серьги. В Новый год Бартли готовится к поездке в Лондон. Его корабль попадает в шторм, он идёт в бар, где играет в бридж-вист. В Лондоне Бартли посещает Хильду и говорит ей, что не может поддерживать отношения сразу с двумя женщинами: Хильда должна забыть о нём и оставить его в покое. Хильда расстроена. Однако за день до отъезда в Америку Бартли приглашает Хильду на ужин.
Некоторое время спустя Хью Макконнелл в туманный день приходит к Хильде домой. Хильда заявляет, что Хью её не привлекает — они просто близкие друзья. Она получает письмо от Бартли, где тот пишет, что сходит с ума вдали от неё. Это побуждает Хильду отправиться в Америку, чтобы рассказать любовнику о намерении выйти замуж; Бартли эта новость не нравится. Они проводят последний вечер вместе.
Вскоре после этого Филипп Хортон вызывает Бартли в Канаду, чтобы осмотреть мост. Бартли обнаруживает, что одна из нижних балок повреждена, что ставит под угрозу структурную целостность всего моста. Хортон, озабоченный возможной задержкой строительства, пытался связаться с инженером раньше — в тот самый день, когда Бартли был с Хильдой. Когда Бартли идёт на мост, чтобы остановить работы, конструкция рушится, гибнет много рабочих. Тело Бартли находят на следующий день и доставляют в дом Хортона. Уинифред уезжает домой, чтобы подготовиться к похоронам. В финале Уилсон посещает Хильду. Последняя выражает свою зависть Уинифред. Уилсон напоминает ей, что Уинифред сейчас переживает потерю, и смерть Бартли будет её преследовать. Хильда приходит к выводу, что так будет и с ней.

## Критика
По мнению Александра Ващенко, дебютный роман Кэсер испытывает явное влияние Генри Джеймса. Свойственный писательнице символизм проявляется в книге в виде моста, экспериментального сооружения, создаваемого Бартли Александером. Одновременно он проводит социальные эксперименты над своей жизнью, выстраивая мосты отношений с двумя женщинами. И, как и в инженерной реальности, терпит неудачу. Кэсер показывает внутренний изъян внешне благополучного инженера, конфликт стремления к свободе и жизнью респектабельного и честолюбивого члена общества. Также в романе противопоставляется Старый и Новый свет, осмысливаются «любовно-враждебные отношения» США с Европой.

## Реальные параллели
Высказывались предположения, что сюжет романа мог быть основан на обрушение Квебекского моста 29 августа 1907 года.